# Pla de l'Estany
Pla de l'Estany is een comarca van de Spaanse autonome regio Catalonië. Het is onderdeel van de provincie Girona. In 2005 telde Pla de l'Estany 27.905 inwoners op een oppervlakte van 262,83 km². De hoofdstad van de comarca is Banyoles.

## Gemeenten
| Gemeente          | Inwoners | Gemeente   | Inwoners | Gemeente                 | Inwoners |
| ----------------- | -------- | ---------- | -------- | ------------------------ | -------- |
| Banyoles          | 16.938   | Camós      | 673      | Cornellà del Terri       | 2017     |
| Crespià           | 241      | Esponellà  | 432      | Fontcoberta              | 1137     |
| Palol de Revardit | 425      | Porqueres  | 4060     | Sant Miquel de Campmajor | 197      |
| Serinyà           | 998      | Vilademuls | 787      |                          |          |